# Aminta Nicatore
Aminta Nicatore (in greco antico: Ἀμύντας Νικάτωρ?, Amyntas Nikatōr; epiteto: "il Conquistatore"; fl. I secolo a.C.) è stato un sovrano indo-greco, il cui regno si colloca tra il 95 e il 65 a.C.

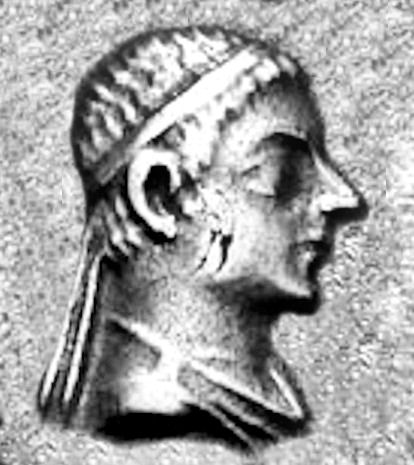
Ritratto di un giovane Aminta

Le sue monete sono state trovate sia nel Punjab orientale che in Afghanistan, il che indica che governava un territorio considerevole.

## Datazione
Bopearachchi colloca Aminta intorno al 95-90 a.C., mentre R.C.Senior lo colloca intorno all'80-65 a.C..

## Monetazione

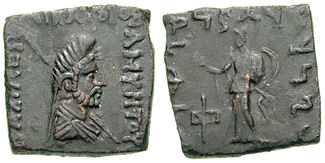
Moneta con ritratto di Aminta con Zeus-Mithra

Aminta coniò monete d'argento bilingui con una varietà di ritratti. La maggior parte di esse reca al rovescio Zeus seduto che regge una palma della vittoria e una piccola statua di Atena, il che, secondo R.C. Senior, potrebbe indicare un'alleanza tra la casa di Menandro I e quella di Antialcida. Alcune delle sue monete presentano il rovescio di Atena combattente tipico dei discendenti di Menandro. L'epiteto Nikator ("Vittorioso") era stato usato in precedenza solo sulle monete battriane di Agatocle, un secolo prima del regno di Aminta.
I suoi bronzi raffigurano la divinità sincretica Zeus-Mithra che indossa un berretto frigio e Atena in piedi a riposo, entrambi in forma di vitarka mudra.
Aminta coniò anche alcune spettacolari monete attiche, le più grandi monete d'argento dell'antichità: doppie decadracme, con un peso di 85 g. Queste enormi monete sono state trovate nel sito archeologico di Qunduz, in Afghanistan. Alcune di queste monete utilizzano il rovescio ordinario di Zeus, ma altre utilizzano Tyche in una posizione identica.
È noto che Aminta ha sovrastampato monete di Eliocle II.